# آسيو (إزار)
آسيو (بالفرنسية: Assieu) هي بلدية في إقليم إزار بمنطقة أفيرن–رون ألب في جنوب شرق فرنسا.

## تعداد السكان

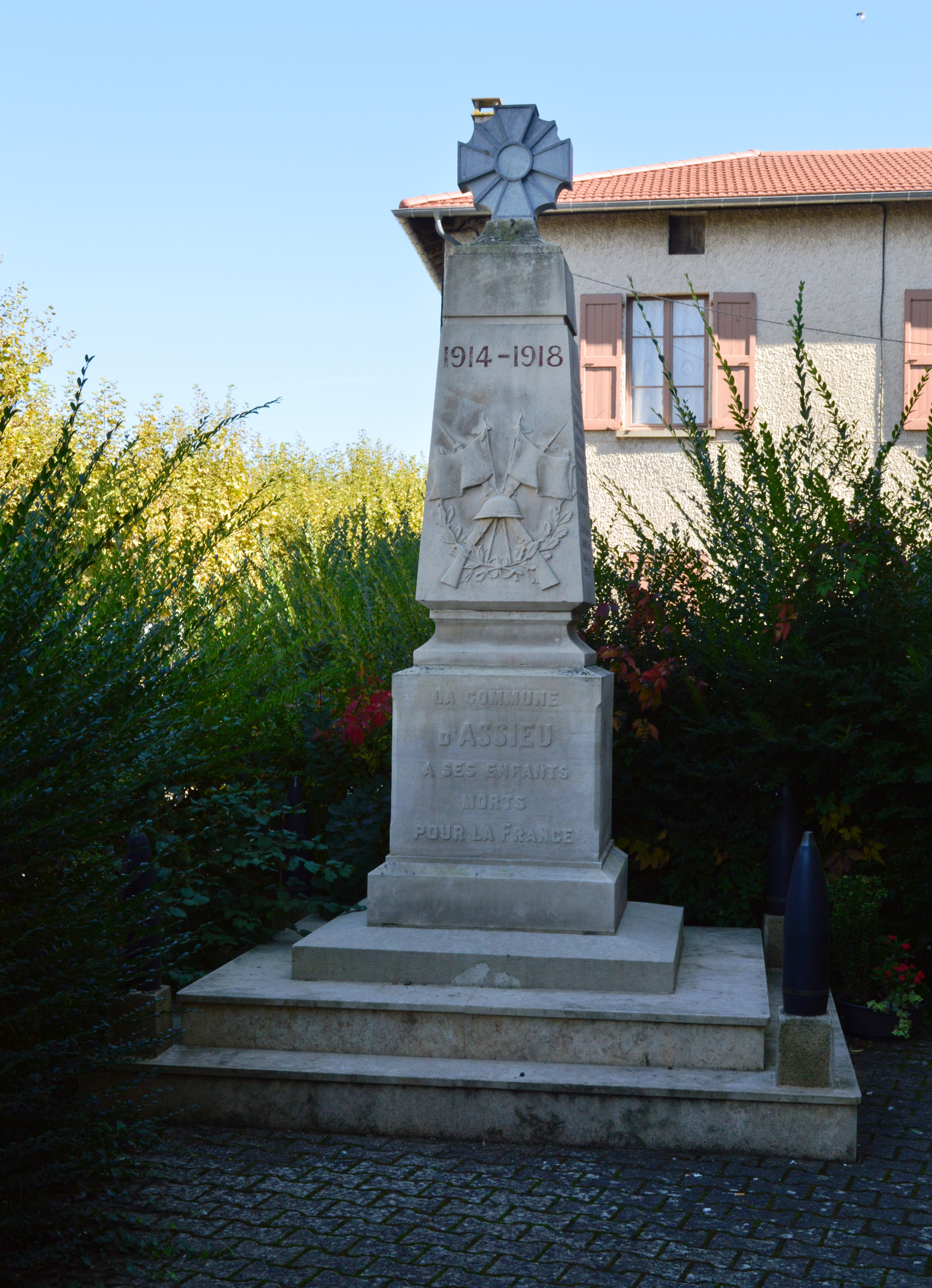
النصب التذكاري للحرب

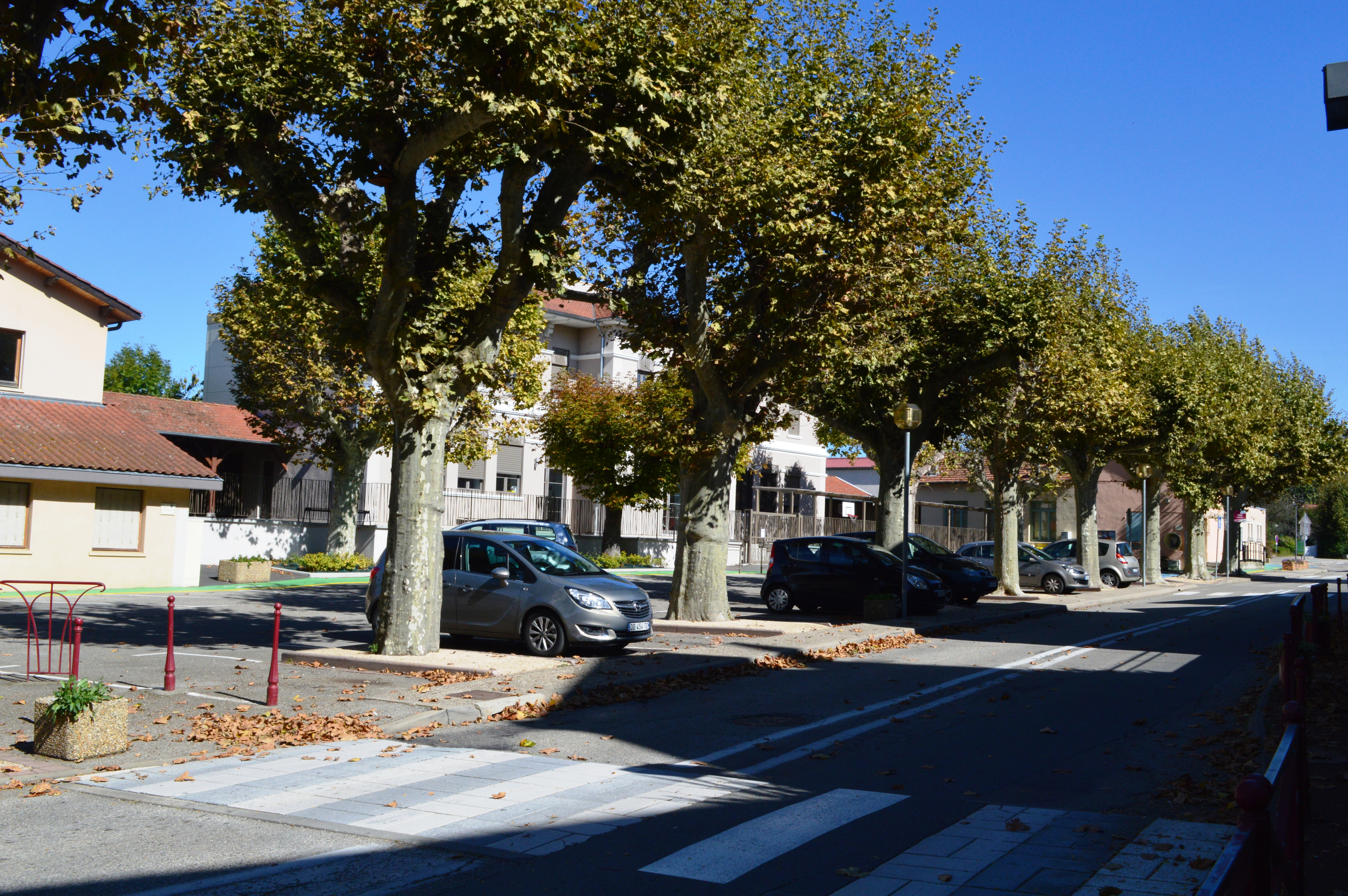
شارع في آسيو

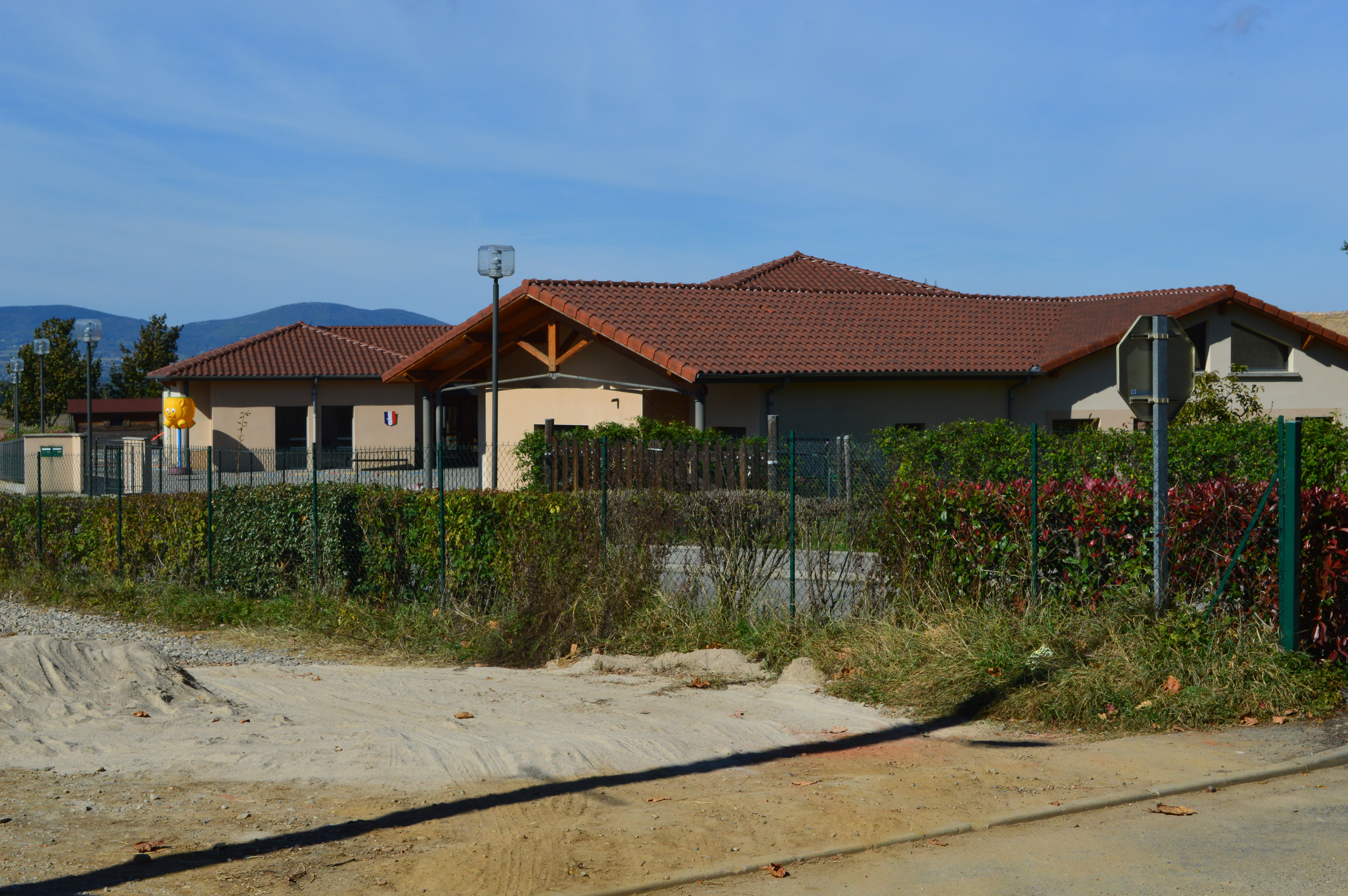
مدرسة آسيو